# Tașca
Tașca is een Roemeense gemeente in het district Neamț.
Tașca telt 2719 inwoners.